# Club Deportivo Pedroñeras
Club Deportivo Pedroñeras es un club de fútbol español localizado en Las Pedroñeras, Cuenca, en la comunidad autónoma de Castilla–La Mancha. Fundado en 1964  actualmente milita en Tercera División - Grupo 18, disputa los  partidos como local en el Municipal de Las Pedroñeras con una capacidad de 1000 espectadores.

## Historia
El club fue fundado en 1964. En 2019 ganó la Preferente de Castilla-La Mancha y ascendió a Tercera División.

## Temporadas
| Temporada | Nivel | División   | Posición | Copa del Rey |
| --------- | ----- | ---------- | -------- | ------------ |
| 1964/65   | 6     | 3ª Reg. O. | 3.º      |              |
| 1965/66   | 6     | 3ª Reg. O. | 5.º      |              |
| 1966/67   | 6     | 3ª Reg. O. | 5.º      |              |
| 1967/68   | 6     | 3ª Reg. O. | 3.º      |              |
| 1968/69   | 6     | 3ª Reg. O. | 7.º      |              |
| 1969–1975 | DNP   | DNP        | DNP      |              |
| 1975/76   | 7     | 3ª Reg. P. | 4.º      |              |
| 1976/77   | 7     | 3ª Reg. P. | 2.º      |              |
| 1977/78   | 7     | 2ª Reg. O. | 16.º     |              |
| 1978/79   | 8     | 3ª Reg. P. | 3.º      |              |
| 1979/80   | 8     | 3ª Reg. P. | 1.º      |              |
| 1980/81   | 7     | 2ª Reg. O. | 2.º      |              |
| 1981/82   | 6     | 1ª Reg. O. | 11.º     |              |
| 1982/83   | 6     | 1ª Reg. O. | 2.º      |              |
| 1983/84   | 5     | Reg. Pref. | 12.º     |              |
| 1984/85   | 5     | Reg. Pref. | 10.º     |              |
| 1985/86   | 5     | Reg. Pref. | 8.º      |              |
| 1986/87   | 5     | Reg. Pref. | 15.º     |              |
| 1987/88   | 5     | Reg. Pref. | 18.º     |              |
| 1988/89   | 5     | Reg. Pref. | 10.º     |              |
| 1989/90   | 5     | Reg. Pref. | 9.º      |              |
| 1990/91   | 5     | Reg. Pref. | 17.º     |              |
| 1991/92   | 6     | 1ª Reg. O. | 4.º      |              |
| 1992/93   | 6     | 1ª Reg. O. | 8.º      |              |
| 1993/94   | 6     | 1ª Reg. O. | 4.º      |              |
| 1994/95   | 5     | Reg. Pref. | 4.º      |              |

| Temporada | Nivel | División   | Posición | Copa del Rey |
| --------- | ----- | ---------- | -------- | ------------ |
| 1995/96   | 5     | 1ª Aut.    | 5.º      |              |
| 1996/97   | 5     | 1ª Aut.    | 10.º     |              |
| 1997/98   | 5     | 1ª Aut.    | 14.º     |              |
| 1998/99   | 5     | 1ª Aut.    | 10.º     |              |
| 1999/00   | 5     | 1ª Aut.    | 16.º     |              |
| 2000/01   | 5     | 1ª Aut.    | 6.º      |              |
| 2001/02   | 5     | 1ª Aut.    | 5.º      |              |
| 2002/03   | 5     | 1ª Aut.    | 11.º     |              |
| 2003/04   | 5     | 1ª Aut.    | 12.º     |              |
| 2004/05   | 5     | 1ª Aut.    | 7.º      |              |
| 2005/06   | 5     | 1ª Aut.    | 14.º     |              |
| 2006/07   | 5     | 1ª Aut.    | 20.º     |              |
| 2007/08   | 7     | 2ª Aut.    | 1.º      |              |
| 2008/09   | 6     | 1ª Aut.    | 5.º      |              |
| 2009/10   | 5     | Pref. Aut. | 18.º     |              |
| 2010/11   | 6     | 1ª Aut.    | 3.º      |              |
| 2011/12   | 5     | Pref. Aut. | 5.º      |              |
| 2012/13   | 5     | Pref. Aut. | 2.º      |              |
| 2013/14   | 4     | 3.ª        | 7.º      |              |
| 2014/15   | 4     | 3.ª        | 11.º     |              |
| 2015/16   | 4     | 3.ª        | 13.º     |              |
| 2016/17   | 4     | 3.ª        | 16.º     |              |
| 2017/18   | 4     | 3.ª        | 18.º     |              |
| 2018/19   | 5     | Pref. Aut. | 1.º      |              |
| 2019/20   | 4     | 3.ª        | 18.º     | Preliminar   |
| 2020/21   | 4     | 3.ª        |          |              |

- 7 temporada en Tercera División